# Димитрије Димитријевић Мита
Димитрије Димитријевић, (Ђаковица, 1881 — Ниш, 17. децембар 1917) познат као поп Мита комита, био је свештеник и један од вођа Топличког устанка у окупираној Краљевини Србији. Одрастао је у занатлијској породици. Богословију је завршио у Призрену 1898. године.

## Деловање до почетка Топличког устанка
Вероватно је 1900. прешао у Србију где је био свештеник и учитељ, а увек је службовао у местима уз ондашњу српско-турску границу. У Барбатовац је прешао 1909.. и постао парох са службом у цркви у селу Гргуре. Повремено је до почетка Балканских ратова нестајао због неких тајанствених послова. Аустро-угарска обавештајна служба га је запазила као човека опасног по монархију и ставила на списак људи који "подбуњују њихове југословенске покрајине". Царско-краљевски обавештајци су дочули да је поп Димитријевић затворио цркву, створио чету и повукао се у тајни рад.
У Првом балканском рату је био међу добровољцима који су ушли у Ђаковицу, да би се касније придружио редовној војсци. У јесен 1915. је остао у земљи, па су га Бугари интернирали чим су ушли у Барбатовац, али је он крајем августа 1916. побегао из логора у Старој Загори, дошао у крај своје раније парохије у Гајтан планини и ту наставио да живи као одметник. Ту му је стигао Пећанчев позив на који се одмах одазвао.

## Топлички устанак
Био је један од организатора Топличког устанка и начелник Јабланичког комитског одреда. У јабланичком Обилићу, одржано је саветовање четничких старешина, где је решено да се сузбије самовоља, заведе дислциплина и успостави комитски ратни суд. Додељена су војводска звања: Кости Војиновићу, Коста Пећанац, Јовану Радовићу, Миљану Дрљевићу, Милинку Влаховићу, Тошку Влаховићу и попу Мити Комити.
Након што је Коста Пећанац напустио устанике и притајио се, Димитријевић му је 28. јуна 1917. године упутио писмо у којем му прети народним судом:
Што се кријеш, што не изађеш у народ и да се о њему као и сиротим четницима постараш... Да си човек, као што ниси, ти би требало да сам наиђеш на непријатеља и да погинеш, да не би чекао суд који ће за тебе бити страшан и на коме ће учествовати цела Србија... Ти си све напустио, кријеш се од осталих војвода, четника и народа, седи у својој рупи и чувај главу за страшни суд... Цео народ побити не можеш, те да укријеш своја прљава дела у овом послу. Седи у буџаку и ћути.— Поп Димитрије Димитријевић
Почетком августа 1917. године, Димитријевић, заједно са још шесторицом добровољаца, покушао је да однесе писмо војводе Косте Војиновића врховној команди, која се налазила на Солунском фронту, у коме се налазио извештај о Топличком устанку. Поп Мита је мислио да ће српска влада преко савезника на основу писма покушати зауставити терор окупатора над српским становништвом.
Крајем августа 1917. године, у сукобу са бугарском војском, поп Мита је рањен и заробљен. Бугари су га заједно са Александром Пипером затворили у Нишку тврђаву у којој је подлегао мучењима током детаљних саслушања.

## Напомена
1. ↑  Замјеник био је Александар Пипер, Прока Планић носио је писмо, у пратњу су још одређени и Ратко Стефановић, Петар Јовановић, Влајко Владисављевић и Властимир Вуковић.